# 룰라 맨
룰라 맨(또는 신나고)(Roo'ra Man)은 대한민국의 음악 그룹이다. 룰라의 일원이었던 고영욱과 신정환이 결성하였다.
하지만 고영욱, 신정환 두 사람의 불미스런 일 탓인지 본 그룹이 부른 노래는 KBS에서 들을 수  없는 상태다.

## 음반
싱글 앨범
- 1집 《Shinnago : Project One》(2004)
- 2집 《겨울이 싫은 이유》 (2008)